# John T. Walton
John Thomas Walton (* 8. Oktober 1946 in Newport, Arkansas; † 27. Juni 2005 in Jackson, Wyoming) war ein US-amerikanischer Unternehmer und Milliardär.

## Leben
Er war der zweite Sohn und Erbe des Gründers der weltgrößten Supermarktkette Wal-Mart, Sam Walton und Helen Robson Walton. Er hatte zwei Brüder, Samuel Robson Walton (* 1944) und James Carr Walton (* 1948), sowie eine Schwester Alice L. Walton (* 1949). Verheiratet war er mit Christy Walton, mit der er einen Sohn, Luke, hatte. Sie erbte den Großteil seines Vermögens. Walton besuchte das College of Wooster.
Seit 1992 war er Vorstandsmitglied des Unternehmens. Er war außerdem Vorsitzender des Risikokapitalunternehmens True North Partners. Darüber hinaus engagierte er sich in der firmeneigenen Stiftung „Walton Family Foundation“, die die Schulausbildung von Kindern aus ärmeren Verhältnissen und Stipendienprogramme unterstützt und spendete dafür mehrere Millionen US-Dollar.
Der 58-Jährige war einer der reichsten Männer der Vereinigten Staaten. Das Forbes Magazine setzte ihn 2009 in der Liste der reichsten Menschen der Welt auf Platz 12 mit einem geschätzten Vermögen von 17,6 Mrd. US-Dollar.
Walton war während des Vietnamkrieges bei der Eliteeinheit „Green Berets“ und wurde mit dem Silver Star ausgezeichnet. Später arbeitete er als Bootsbauer und brachte als Agrarflieger Pflanzenschutzmittel mit dem Flugzeug aus.
Beim Absturz seines selbst gebauten einsitzigen Ultraleichtflugzeugs in Jackson im US-Bundesstaat Wyoming kam Walton am 27. Juni 2005 ums Leben, obwohl er als erfahrener Pilot galt. Das National Transportation Safety Board berichtete später, dass Walton den hinteren Sicherungsring am Torsionsrohr der Aufzugsteuerung unsachgemäß wieder angebracht hatte. Dadurch konnte sich das Torsionsrohr während des Fluges nach hinten bewegen und die Seilspannung im Aufzug gelöst werden. Das Ergebnis der fehlgeschlagenen Reparatur war ein Verlust der Pitchkontrolle während des Fluges, ohne den Walton die Haltung des Flugzeugs nicht kontrollieren konnte.